# أحمد غزي
أحمد غزي هو ممثل مصري حاصل على الجنسيه البريطانية  بدا مسيرته بالفيلم القصير WALK OUT  FU بعد تخرجه من جامعه ليدز بالمملكة المتحدة و نال بداية بطولته المفرده من مسلسل قهوه المحطة و اشتهر في مصر بسبب عمل فيلم الحريفة الذي حقق في اول جزء اكثر من 70 مليون و الجزء الثاني ما يقارب 200 مليون جنيه مصري. 

## اعماله
مسلسلاته
الاختيار2 : جمال  2021
60 دقيقه : ادهم  2021
THE CROWN 5 : ارهابي  2022
المشوار : ادم  2022
ضرب نار : طارق  2023
رساله امام : ابن عثمان  2023
دواعي سفر : سامي  2024
الحشاشين : سعد  2024
قهوه المحطه : مؤمن الصاوي  2025
مملكه الحرير : الامير جلال الدين 2025
افلامه
الحريفه : الششتاوي  2024
الحريفه 2 : الششتاوي  2024
المشروع X : مورو 2025